# Gare de Rotangy
La gare de Rotangy est une gare ferroviaire française de la ligne de Saint-Omer-en-Chaussée à Vers, gare terminus temporaire de la ligne du train à vapeur du Beauvaisis, située sur le territoire de la commune de Rotangy dans le département de l'Oise, en région Hauts-de-France.
C'est une gare du Musée des tramways à vapeur et des chemins de fer secondaires français (MTVS) desservie depuis mai 2019 par des trains touristiques en provenance de Crèvecœur-le-Grand.
Elle était auparavant desservie par  la ligne d'intérêt général Beauvais - Amiens.

## Situation ferroviaire
L'ancienne gare de Rotangy était située  au point kilométrique 103,4 de la ligne de Saint-Omer-en-Chaussée à Vers (liaison Beauvais - Amiens), entre les points d'arrêts de Blicourt et  d'Auchy-la-Montagne.
La gare, aussi représentée comme une halte, était composée d'un bâtiment principal, d'un auvent en bois, et d'une cabane logeant les lampes et outils d'entretien du (des?) sémaphores.
Elle possédait une double voie "d'évitement" et une signalisation par sémaphore Lartigue.
La nouvelle gare, établie quelques dizaines de mètres en amont, possède une voie principale, complétée par une voie d'évitement. Une citerne sur rails permet occasionnellement le ravitaillement des locomotives en eau.

## Histoire

### Gare de Rotangy

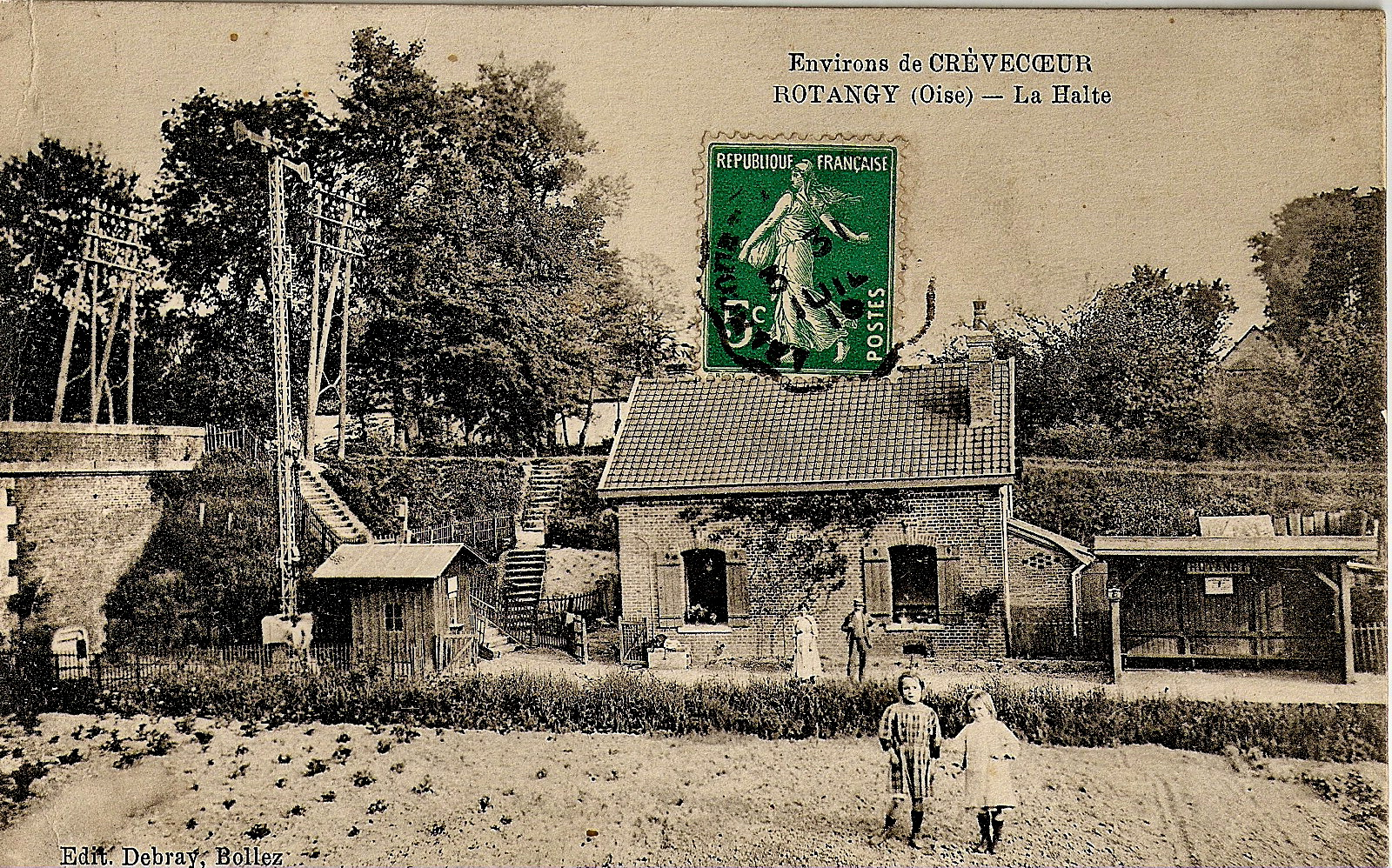
La gare de Rotangy vers 1900.

La ligne Beauvais - Amiens est déclarée d'utilité publique le 15 juin 1872. La gare de Rotangy se trouve sur le tronçon de Saint-Omer-en-Chaussée à Conty. Il est ouvert le 15 avril 1876.
Dans le cadre de la coordination des transports, le service voyageur est transféré sur route le 9 janvier 1939, mais il reprend durant l'occupation, au printemps 1942 pour se poursuivre jusqu'à la Libération en raison de la pénurie d'essence et du bombardement du viaduc de Poix sur la ligne Amiens - Rouen.

### Gare de Rotangy MTVS
Le 18 octobre 2018 le chantier de réhabilitation d'un nouveau tronçon de la voie depuis la gare de Crèvecœur-le-Grand est en cours d'achèvement. Sur 1,5 km, depuis le passage à niveau de la route de Beauvais, l'équipe de bénévoles du Musée des tramways à vapeur et des chemins de fer secondaires français (MTVS) a débroussaillé la plateforme, démonté la voie à écartement normal, avant de poser de nouveaux rails sur la voie unique à écartement métrique et renouveler le ballast. Il reste à créer une voie d'évitement pour permettre au train de repartir avec la locomotive en tête.

Travaux et voie
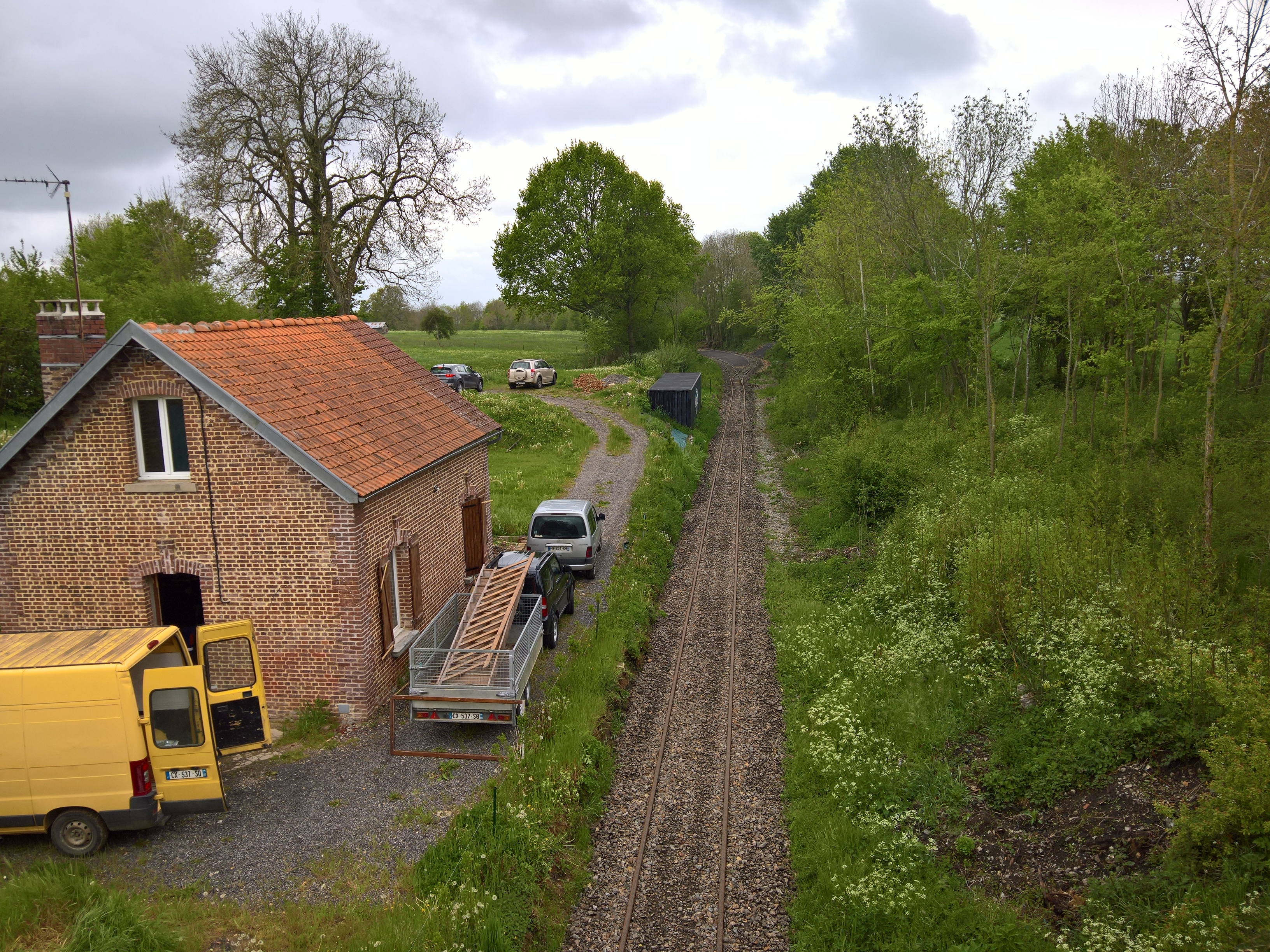
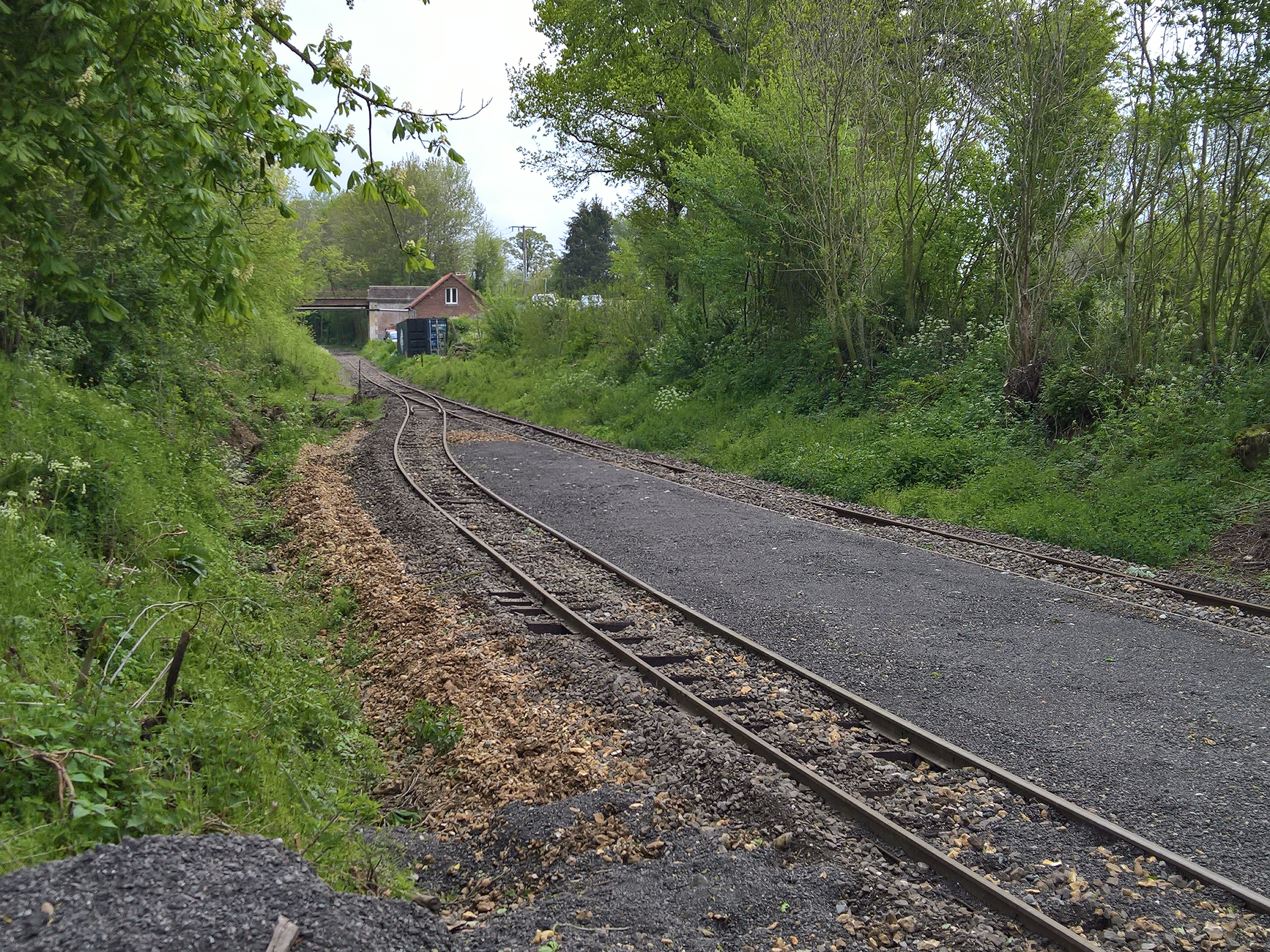
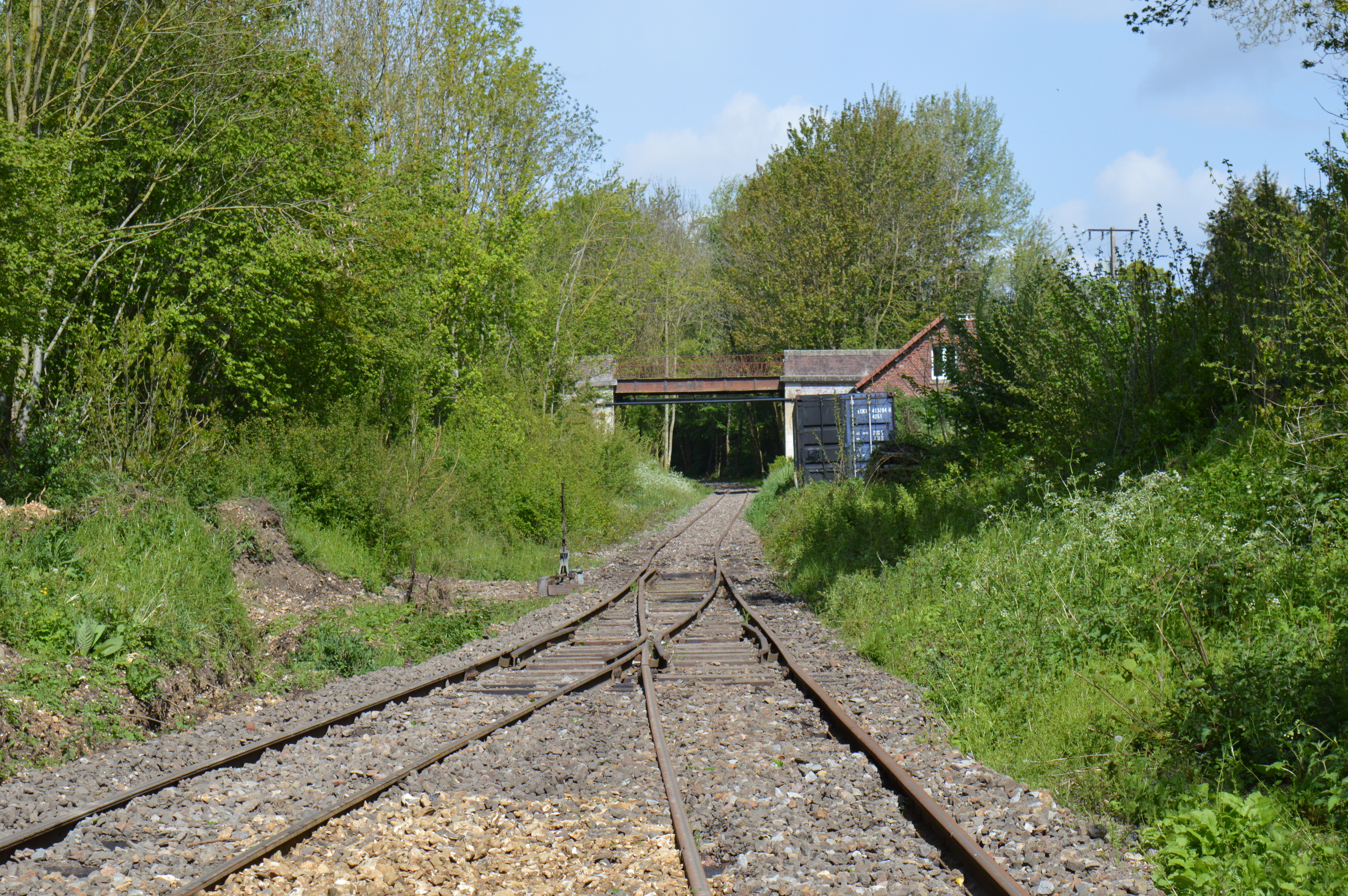

En mai 2019, la gare est mise en service par les bénévoles du MTVS, elle permet aux trains de parcourir les 3,5 km entre la gare de Crèvecœur-le-Grand celle de Rotangy.
Les aiguillages entourant le quai et permettant le changement de sens du train sont dits "talonnables", c'est-à-dire qu'ils permettent à la locomotive de les accoster venant des deux directions, tout en reprenant leur place initiale une fois le convoi passé.

## Patrimoine ferroviaire

### Gare du train historique et touristique

#### Accueil

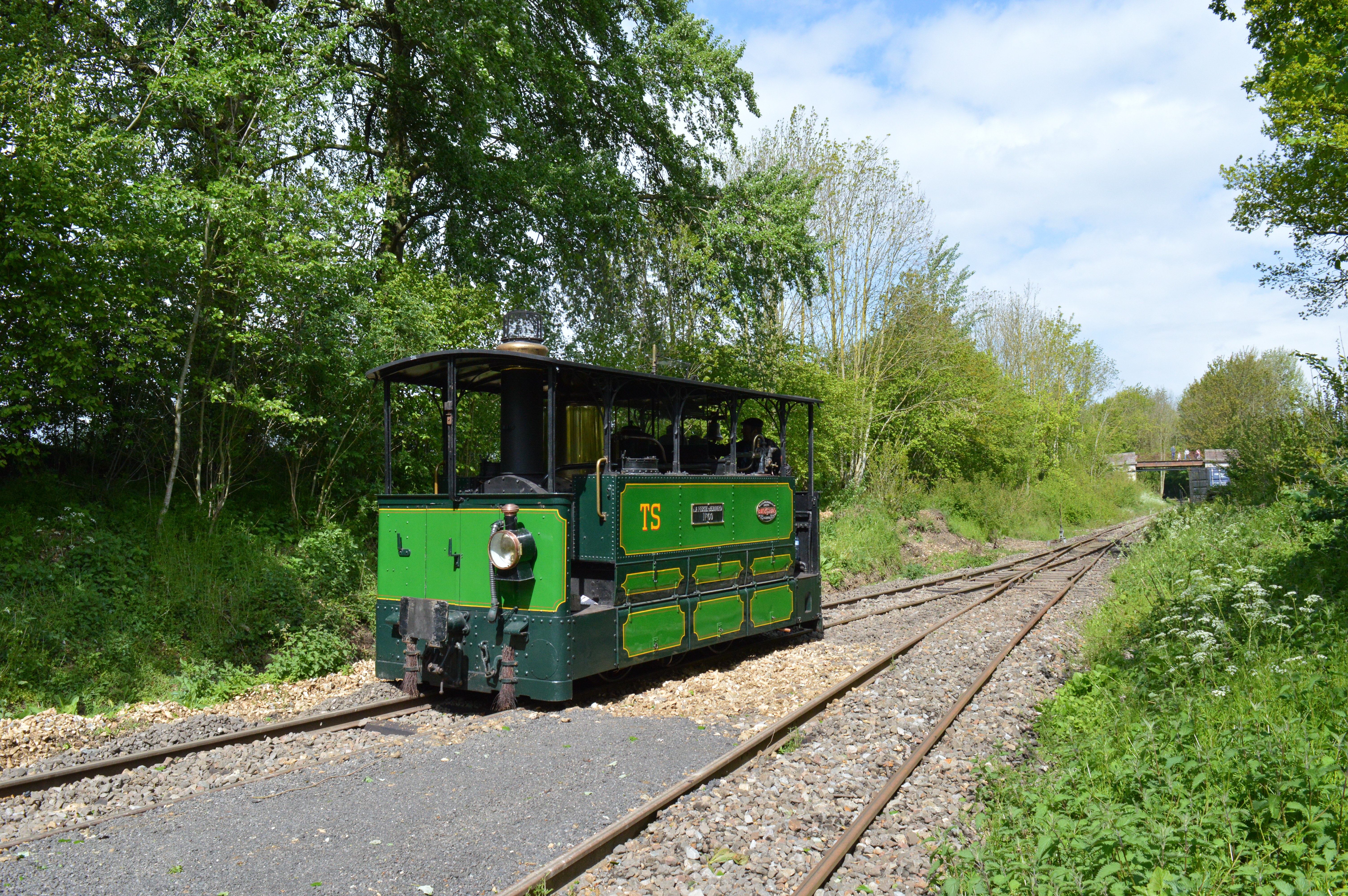
Arrivée d'une locomotive en gare.

La halte du MTVS, c'est un point d'arrêt non géré à entrée libre, créé à quelques mètres de l'ancienne gare. Elle comporte un quai central recouvert de fraisil encadré par deux voies.

#### Desserte
Rotangy MTVS est desservie par des trains touristiques de la ligne du Train à vapeur du Beauvaisis à destination de la gare de Crèvecœur-le-Grand.

#### Intermodalité
Le parking des véhicules est possible à proximité.

### Ancien bâtiment de la gare
Le bâtiment d'origine de la gare est réaffecté en propriété privée.
Les autres bâtiment originaux que comportaient la gare sont aujourd'hui absents, à part une petite cabane en béton, à l'origine visible en gare, qui s'est retrouvée plus haut en ligne vers Crèvecoeur le Grand, probablement utilisée comme abri à outils à l'époque SNCF.

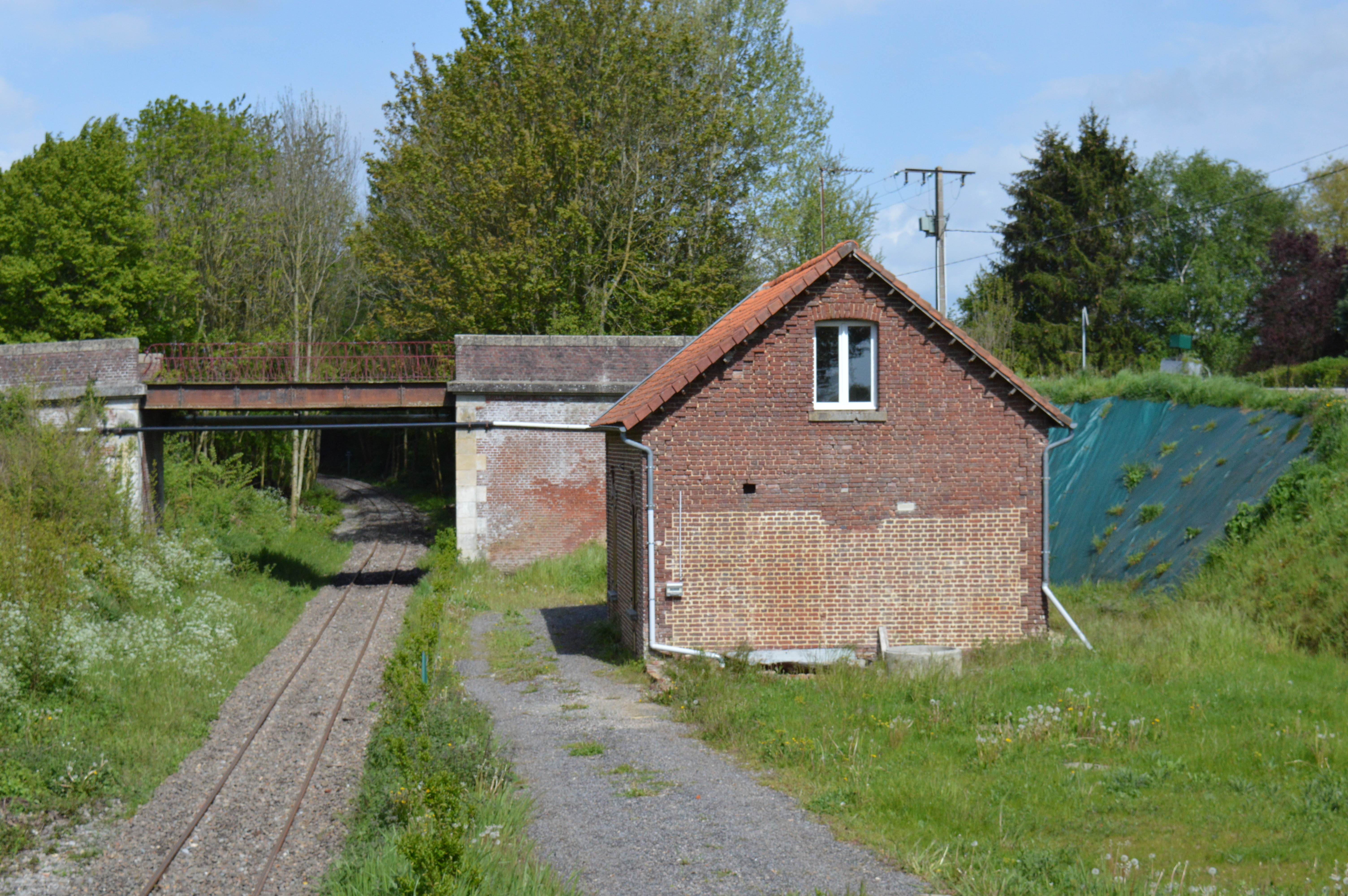
L'ancien bâtiment de la gare.